# 俄罗斯联邦侦查委员会
俄罗斯联邦侦查委员会（羅馬化：Sledstvenny komitet Rossiyskoy Federatsii）于2007年依据《刑事诉讼法》修订案设立，为刑事案件侦查机关，监督民警工作，对政府机关实施监督。2011年1月根据法律由隶属俄罗斯总检察长改为隶属于俄罗斯总统。   
委员会主席由总统提名，联邦议会任免。委员会副主席由主席提名，总统任免。委员会工作人员由主席任免。

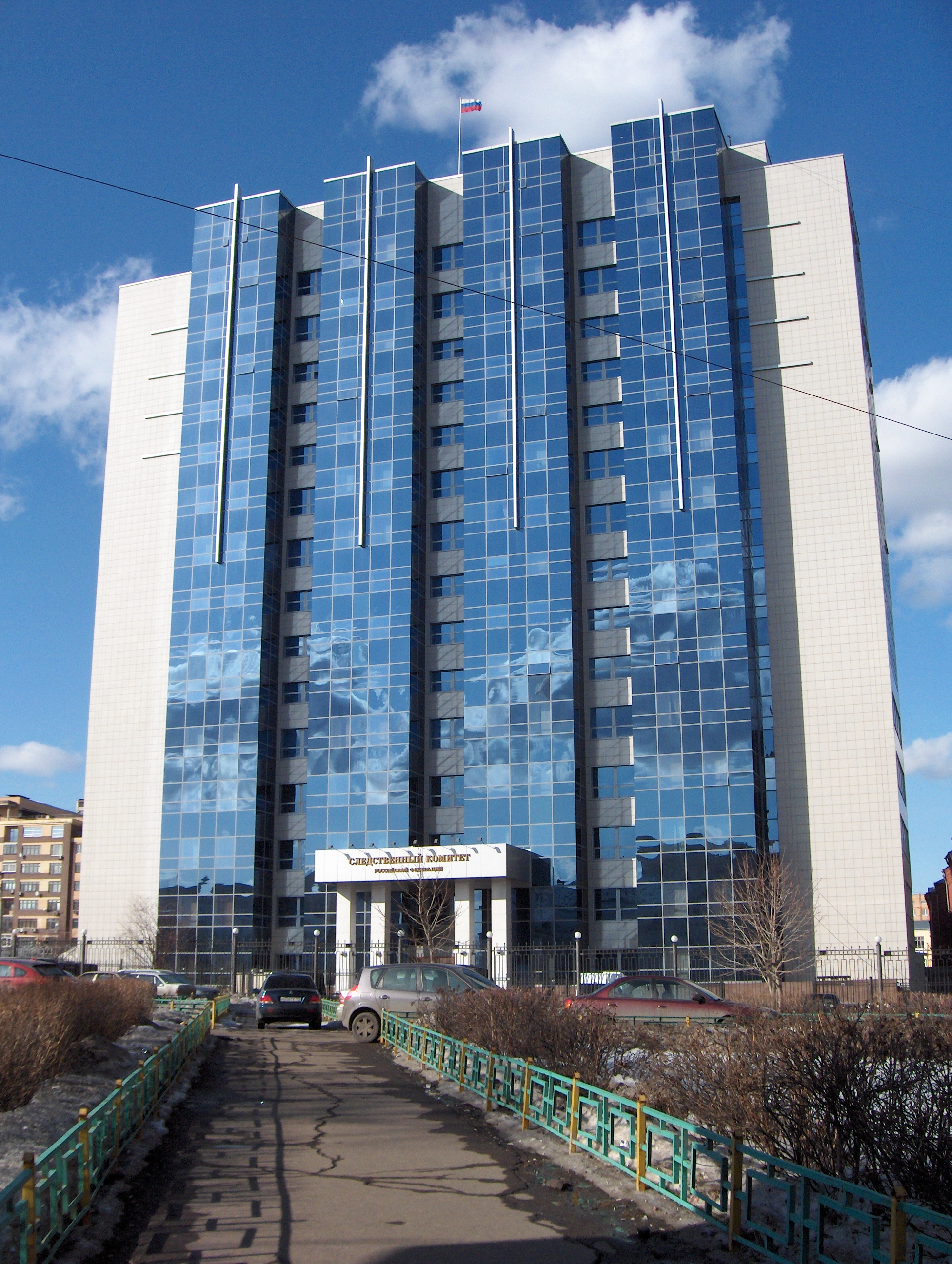
莫斯科鲍曼街，调查委员会总部

## 下设机构
- 侦查总局
- 信息技术与档案保管局
- 军事侦查总局
  - 程序控制与犯罪学系
  - 调查部
  - 组织与分析管理
  - 行动支援部
  - 人事部
  - 财务部
  - 联邦保密局
  - 作战职责与指挥官服务部
  - 控制与调查部
- 诉讼监督总局
- 侦查机关侦查监督局
- 反腐败侦查监督局
- 特别要案诉讼监督局
- 组织与分析局
- 案卷处理局
- 组织与检察总局